# یواس‌اس اسکابردفیش (اس‌اس-۳۹۷)
یواس‌اس اسکابردفیش (اس‌اس-۳۹۷) (به انگلیسی: USS Scabbardfish (SS-397)) یک زیردریایی است که طول آن ۳۱۱ فوت ۶ اینچ (۹۴٫۹۵ متر) می‌باشد. این زیردریایی در سال ۱۹۴۴ ساخته شد.